# Хилари Мантел
Дейм Хилари Мантел (на английски: Hilary Mantel) е английска литературна критичка и писателка, авторка на бестселъри в жанровете исторически роман и мемоари.

## Биография и творчество
Хилъри Мари Мантел е родена на 6 юли 1952 г. в Глосъп, Дарбишър, Англия, в работническото римокатолическо семейство на Маргарет и Хенри Томпсън. Родителите ѝ се развеждат, когато е малка. Майка ѝ се омъжва за Джак Мантел, който ѝ става втори баща, и от когото взема фамилното си име. Израства в Хапдфийлд и Чешър. През 1970 г. завършва Лондонското училище по икономика, а през 1973 г. Университета на Шефилд с бакалавърска степен по право.
На 23 септември 1972 г. се омъжва за геолога Джералд Макюън.
След дипломирането си работи на различни места, включително продавач и социален работник в гериатрична болница. Пътува със съпруга си и в периода 1977-1982 г. работи като учител в средно училище в Ботсвана, а в периода 1983-1986 г. живее и работи в Джида, Саудитска Арабия. Заради изолацията си в чужбина и заболяване от ендометриоза, през 1974 г. започва да пише исторически роман за Френската революция, който е публикуван чак през 1992 г. под заглавието „A Place of Greater Safety“.
Първият ѝ роман „Every Day Is Mother's Day“ от поредицата „Фамилия Аксън“, който завършва в Джида, е публикуван през 1985 г.
След завръщането си в Англия, в периода 1987-1991 г. е филмов критик на „The Spectator“ и рецензент за редица статии и списания във Великобритания и САЩ.
Първият ѝ роман, „Вълци“, от историческата поредица „Томас Кромуел“ е публикуван през 2009 г. След падането на кардинал Улси, неговият секретар Томас Кромуел се оказва сред предателствата и интригите на двора на крал Хенри VIII и скоро става близък съветник на краля, роля изпълнена с опасности. Романът „Вълци“ и следващият „Доведете труповете“ са удостоени с престижната награда „Букър“, както и с други награди. През 2015 г. поредицата е екранизирана в успешния и награждаван телевизионен минисериал „Вълци“ с участието на Марк Райланс, Деймиън Люис, Клер Фой, Том Холанд, Джонатан Прайс и Джоан Уоли.
През 2006 г. писателката е удостоена с отличието Командор на Ордена на Британската империя, а през 2016 г. е удостоена с рицарско звание на Ордена на Британската империя за цялостното си творчество. Доктор хонорис кауза е на Кеймбриджкия университет (2013), на университета на Дерби (2013), на университета „Бат Спа“ (2013) и на Оксфордския университет (2015).
Хилари Мантел живее със семейството си в Англия.

## Произведения

### Самостоятелни романи
- Eight Months on Ghazzah Street (1988)
- Fludd (1989)
- A Place of Greater Safety (1992)
- A Change of Climate (1994)
- An Experiment in Love (1995)
- The Giant, O'Brien (1998)
- Beyond Black (2005)

### Серия „Фамилия Аксън“ (Axon Family)
1. Every Day Is Mother's Day (1985)
2. Vacant Possession (1986)

### Серия „Томас Кромуел“ (Thomas Cromwell Trilogy)
1. Wolf Hall (2009) – награда „Букър“ и „Уолтър Скот“
Вълци, изд.: ИК „Еднорог“, София (2012), прев. Боряна Джанабетска
2. Bring up the Bodies (2012) – награда „Букър“ и „Коста“
Доведете труповете, изд.: ИК „Еднорог“, София (2013), прев. Боряна Джанабетска

### Новели
- How Shall I Know You? (2014)
- The School of English (2015)

### Сборници
- Learning to Talk (2003)
- The Assassination of Margaret Thatcher (2012) – разкази
Убийството на Маргарет Тачър, изд.: ИК „Еднорог“, София (2017), прев. Боряна Джанабетска

### Документалистика
- Giving Up the Ghost (2003) – мемоари
- Ink in the Blood (2010)

### Екранизации
- 2015 Вълци, Wolf Hall – ТВ минисериал, 6 епизода по романите „Вълци“ и „Доведете труповете“